# Метадрама
Метадрама (від грец. μέτα — з, посеред, після; давньогр. δρᾶμα — «дія», «діяння», «дійство») — драматична форма, яка сфокусована на сцені, тобто на грі й акторах як персонажах, характеризується театральністю, саморефлексивністю, самосвідомістю. У метадрамі звернено увагу на конфлікті між героєм і театральним світом, наявна активна взаємодія з глядачем, на відміну від традиційної драми. П'єса, у сюжеті якої є ще одна або інші метадраматичні прийоми.

## Метадраматичні дослідження кінця XX — початку XXI століття
Вивчати метадраму почали ще на початку XX століття як специфічний прийом у драматургії, а згодом почали розглядати як жанр і драматичну форму.
Вперше термін «метадрама» вжив відомий американський драматург, есеїст і театральний критик Ліонель Ейбл у своїй праці «Метатеатр: нове бачення драматичної форми», яку написав 1963 року. Дослідник відмовився використовувати термін трагікомедія, оскільки вважав, що такі твори й так є театралізованими. На його думку, метадрама — це п'єса, у якій існує метатеатральний аспект і ще одне його визначення «це жанр, що з'являється в драматургії та замінює трагедію». У «Словнику театру» Патріса Паві зазначено, що «метадрама — театр, проблема якого звернена на самий театр і який «говорить сам про себе».
Термін «метадрама» багатоаспектне та маловивчене поняття в мистецтві, яке викликало багато дискусій як з-поміж іноземних, так і в українських дослідників.
У кінці XX століття у Франції було видано колективну монографію «Драма про драму: виміри театральності на сучасній британській сцені», у якій проаналізовано рефлексивність у британській драмі. На початку XXI століття великий внесок у метадраматичні дослідження зробили вчені з Канади, Іспанії, Німеччини, США, Польщі та інших країн, які написали багато дисертацій і монографій, як-от, «Метадрама: поетика маскування в драмах 70-х Альфреда Фарага» Діни Амін (1999, США), «Від метадрами до постдраматичного театру» Біатрікс Крісфалсусі (2010, Угорщина), «Метадрама та театральність: жанр і медіарефлексії в сучасних англійських театральних текстах» Жаніна Гуаталя (2009, Німеччина) та інші. У зазначених працях науковці досліджують метадраму як жанр і метадраматичні елементи в п'єсах відомих драматургів.

## Вивчення метадрами в українській літературі

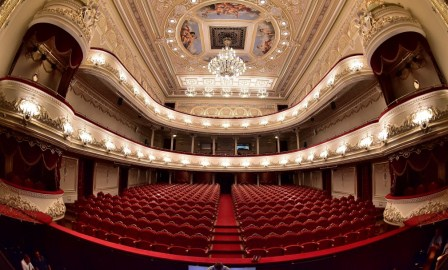
Сцена українського театру

Український театр ХХ століття також не залишився без змін, які відбувалися у формі жанру, різноманітності імен, стильових і тематичних експериментів, оновленні репертуару.
В українському літературознавстві спочатку вживали поняття «метатеатр», а згодом увійшов і термін «метадрама». Олександр Клековкін, відомий театрознавець, театральний педагог і режисер, у словнику «Theatrica: Лексикон» подає таке визначення метатеатру та метап’єсі: «театр, проблематика якого звернена до самого театру і який розповідає сам про себе; театр, який «знає», що він — театр, і не приховує цього від глядача».
Поняття «метадрама» досліджувало багато українських науковців, як-от, Олена Бондарева у своїй монографії «Міф і драма в новітньому літературному контексті: поновлення структурного зв’язку через жанрове моделювання» (2006) проаналізувала феномен метадрами та її жанрові різновиди; Наталія Малютіна в статті «Пізні комедії А. Фредро: шлях від руйнації канону до канонізації нових тем, жанрів, прийомів» (2016) окреслила теоретичні аспекти метадрами; Людмила Бондар вивчає метадраму на основі українських п’єс, у своїй дисертації «Поетика сучасної української метадрами» (2018) науковиця дослідила поняття авторефлексії літератури (драматургії) та метадрами, а також різні її форми; Євген Васильєв поглиблено вивчав феномен метадрами та видав монографію «Сучасна драматургія: жанрові трансформації, модифікації, новації» (2017).
Знакове дослідження в сучасній драматургії — дисертація Олександри Вісич, літературознавиці, докторки філологічних наук, професорки катедри української мови та літератури Національного університету "Острозька академія", «Метадрама: теорія і репрезентація в українській літературі», у якій дослідниця розглядає метадраму як жанровий різновид, аналізує жанрову парадигму та виокремлює основні метадраматичні прийоми.

## Класифікація метадрами
На сьогодні в літературознавстві існує багато підходів до класифікації метадрами.
Американський театрознавець Річард Хорнбі виокремлює п’ять різновидів:
- П’єса в п’єсі – різновид метадрами, коли в п’єсі наявна внутрішня п’єса.
- Церемонія в п’єсі – наявність у драматичному творі ритуалів, наприклад, весілля, сватання, судове засідання, страта тощо.
- Гра ролі в ролі – метадраматичний прийом, що відображає не те, ким є персонаж, а те, ким він хоче бути.
- Літературні / життєві покликання на інші тексти або ж на актуальні суспільно-історичні події.
- Самопокликання – звертання персонажа до свого внутрішнього світу, думок, почуттів.

Німецька дослідниця Карін Фівеґ-Маркс запропонувала інший підхід до класифікації та виділила шість типів метадрами: епістемологічну, тематичну, фікційну, дискурсивну, персонажну й адаптивну.

За телеологічним підходом класифікацій, виокремлено два типи метадрами – власне телеологічну й оказіональну. 

## Жанрові різновиди метадрами

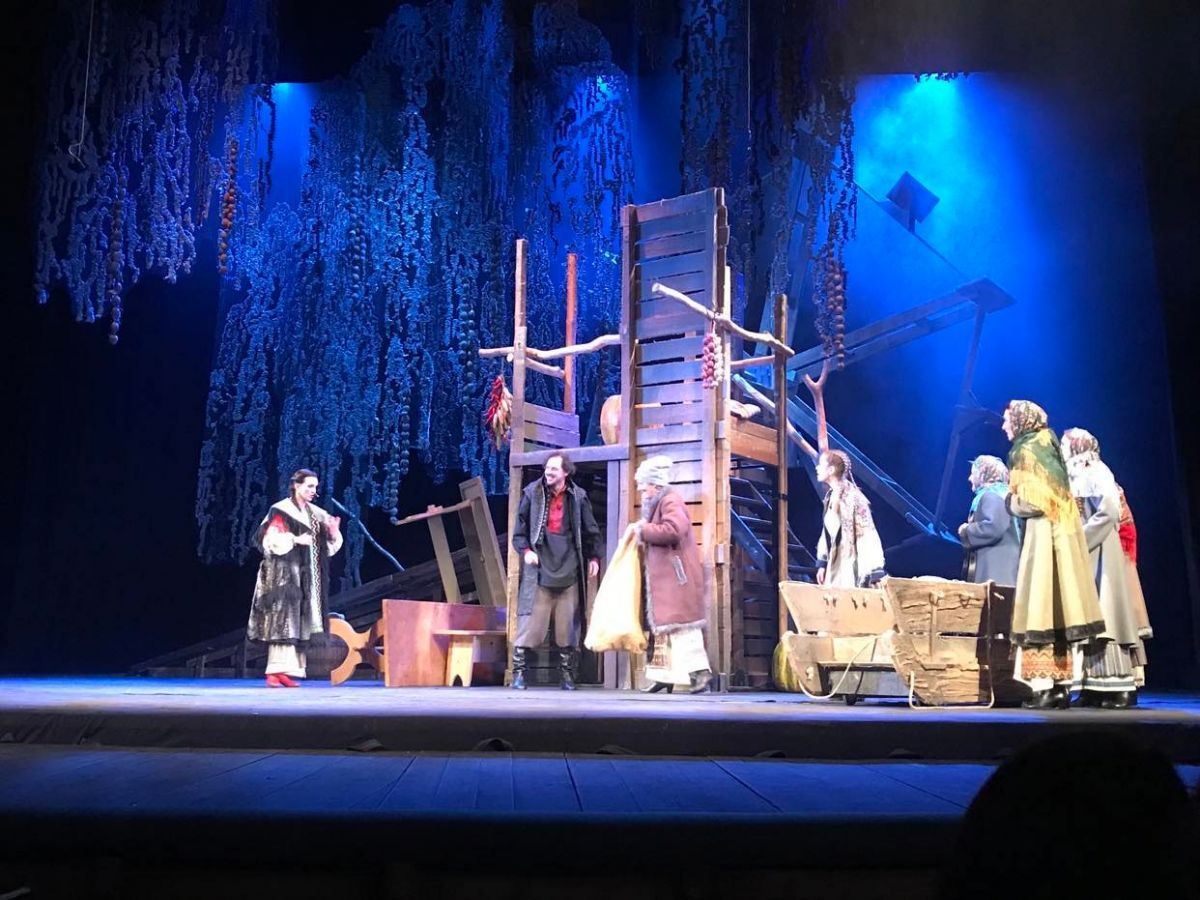
Вистава в Львівському театрі імені Марії Заньковецької

Найосновніші жанрові особливості, за допомогою яких можна зрозуміти, що твір метадраматичний:
Наявність у творі паратекстуальних елементів, до яких відносять назву, епіграфи, передмову, післямову тощо. Назва, у якій є слова, пов’язані з театром – це ключовий елемент драматичної поетики, відразу стає зрозуміло, що це метадрама. Приклади таких творів – «Героїня помирає в першому акті» Людмили Коваленко, «Артистка без ролів» Варвари Чередниченко, «Дванадцять п’єс без однієї» Антіна Чолгана. 
Метаперсонаж – важлива ознака метадрами, адже це особа, яка в п’єсі усвідомлює та проговорює свій статус, коментує художній процес, може звертатися до глядачів, взаємодіє з авдиторією тощо. Метаперсонажами вважають театральних діячів, нараторів, оповідачів, внутрішніх драматургів, «вічні образи» тощо.
П’єси в театрі та про театр. Дії в драматичних творах, а саме репетиції, перевтілення та сама постановка відбуваються на сцені, за її кулісами, у гримерці. Характерною рисою метадрами є те, що в ній говорять про театр, акторів, репертуар, стиль п’єси, її проблеми, труднощі, які виникають тощо.

## Метадраматичні прийоми
П’єса в п’єсі – наявність у творі внутрішньої постановки. Наприклад, у творі Людмили Коваленко «Героїня помирає в першому акті» в другій частині відбувається сценічна постановка інп’єси (внутрішня п’єса).
Зображення репетицій чи підготовки до виступу в п’єсі. Це можуть бути діалоги між акторами, режисерами, працівниками театру, які говорять про твір, вивчають текст, сперечаються, розв’язують сценічні питання тощо. 
Наявність у драматичному творі ритуалів і церемоній (весілля, сватання, страта, судове засідання та ін.).
Інтертекстуальні коди. У драмі автор покликається на інші літературні твори, зокрема, у «Талані» Михайло Старицький апелює до фрагмента п’єси Марка Кропивницького «Глитай, або ж павук».

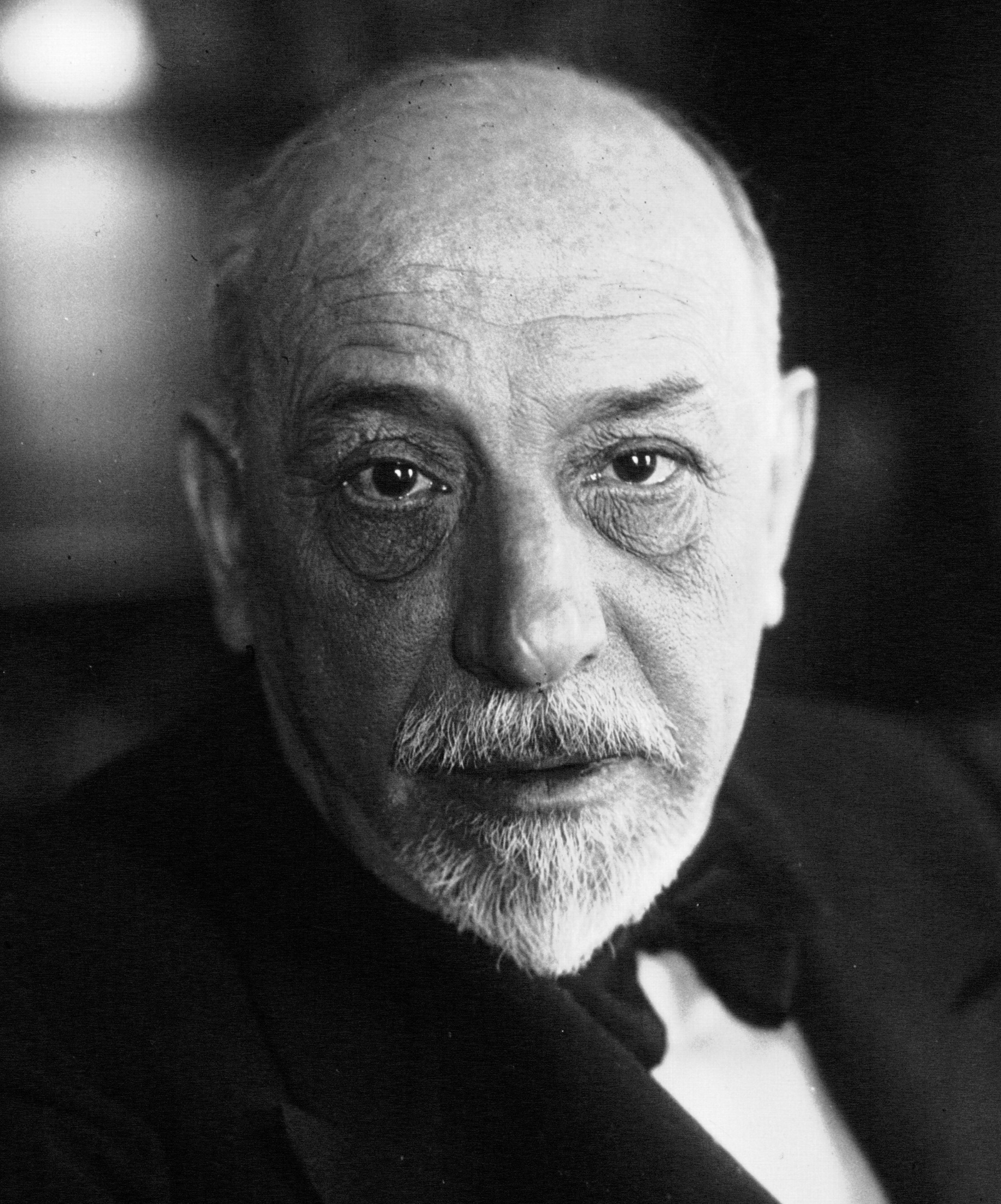
Луїджі Піранделло

Ще один важливий метадраматичний прийом – передмова, наприклад, у п’єсі «Шість персонажів у пошуках автора» Луїджі Піранделло, у якій він розповідає історію та причини написання твору, описує образи головних героїв, власні міркування про мистецтво та письменників, реальність, мету та природу театру. Наприклад, як він пише про героїв: «Усі шестеро перебувають на одному рівні художнього втілення, і всі вони існують в тому самому вимірі дійсності, яким є фантастичний вимір п’єси. Проте Батько, Пасербиця і Син показані як вияв духу; Мати зображена як вияв природи; Хлопчик і Дівчинка перебувають на сцені як «присутність», але Хлопчик принаймні спостерігає і робить якийсь жест, а от Дівчинка геть бездіяльна». Також Піранделло пояснює, що глядачі дивляться на репетицію нової п’єси, але раптово з’являються шість персонажів, які заявляють, що шукають свого автора, бо їхній життєвий досвід не повністю втілений на сцені. Передмова впливає на сприйняття твору, створюючи атмосферу метатеатральності, де глядачі відчувають себе свідомими учасниками. Вона вказує на те, що дії на сцені – це конструювання, розігрування ролей і вироблення власної реальності. 

## Цитати з метадраматичних творів
Жінка: Нічого. Нічого. Я – жінка. Я почну все спочатку. Героїне, вставай, ми почнемо все спочатку. Бо ми вирішили бути щасливими. (Героїня повільно встає)… І будемо. Ми почнемо п’єсу спочатку.
Я служу в цьому театрі від сотворіння. Всі бились і умирали. Найбільше саме в другому акті. Але були й такі, що дотягували до п’ятого акту.
З лівого боку від актора йде навкоси ряд уборних; видко тільки двері, а першої уборної й середину, що пишно обставлена: килими, дорога мебель, свічадо. З правого боку – кінці лаштунків... Усюди награмсано купи приставок, декорацій і іншого. Самий кін іде поза лаштунками вправо; туди виступають актори і тудою ж надходить в антрактах і публіка.
Лучицька (все тяжче дише). Не нам розуміти святу волю... Мені тільки тим... ще журно вмирати... що життя... марно пройшло... Не справдились ні мрії... ні надії!.. Навіть рідна сцена, якій я, боже, як вірила... теж хитається, — мій талан не дав їй... спомоги... І серце коханому не дало втіхи... і ви, мій кращий друг, з своїми широкими думками оддали себе цілком... і опинились марно край ями...
Ой, у тому ж і вся річ! Воно було тільки вчора, минулої днини. Ви втратили великий, величезний час […] Ми граємо театр. Сьогодні ми лише у другій днині. А скільки за той час відбулося!

## Використані джерела
1. ↑  metadrama. WordSense Dictionary (англ.). Процитовано 22 жовтня 2023.
2. ↑  https://www.bu.edu/arion/files/2010/03/Rosenmeyer-metatheater1.pdf
3. ↑  Theatrica: Лексикон - Олександр Клековкін - Тека авторів. Чтиво. Процитовано 6 листопада 2023.
4. ↑  Vasyliev, Yevhenii M. (1 січня 2017). Сучасна драматургія: жанрові трансформації, модифікації, новації: монографія. Луцьк: ПВД "Твердиня". Процитовано 23 жовтня 2023.{{cite news}}:  Обслуговування CS1: Сторінки з посиланнями на джерела із зайвою пунктуацією (посилання)
5. 1 2 3 4  Метадрама: теорія і репрезентація в українській літературі - Олександра Вісич - Тека авторів. Чтиво. Процитовано 29 жовтня 2023.
6. ↑  Вісич, О. А. (2019). Структура метадрами Людмили Коваленко "Героїня помирає в першому акті" (укр.). Процитовано 29 жовтня 2023.
7. ↑  Шість персонажів у пошуках автора - Луїджі Піранделло - Тека авторів. Чтиво. Процитовано 29 жовтня 2023.
8. ↑  Diasporiana Електронна бібліотека | Коваленко Л. В часі і просторі. diasporiana.org.ua. Процитовано 29 жовтня 2023.
9. ↑  Талан — Михайло Старицький, повний текст твору. www.ukrlib.com.ua. Процитовано 29 жовтня 2023.
10. ↑  Дійство про велику людину. Містерія - Ігор Костецький. Тобі належить цілий світ. Слава Україні! (рос.). 24 червня 2012. Процитовано 29 жовтня 2023.